# Gour de Tazenat
Le gour de Tazenat est un maar, un lac d’origine volcanique qui marque la limite nord de la chaîne des Puys. Il est situé sur la commune de Charbonnières-les-Vieilles (près de Manzat), dans le nord du département français du Puy-de-Dôme.

## Toponymie
Le gour de Tazenat est nommé gorg de Tasanat en langue occitane.
Le nom Tasanat vient de Tasgunnacon qui veut dire « tanière du blaireau » en gaulois.

## Géographie

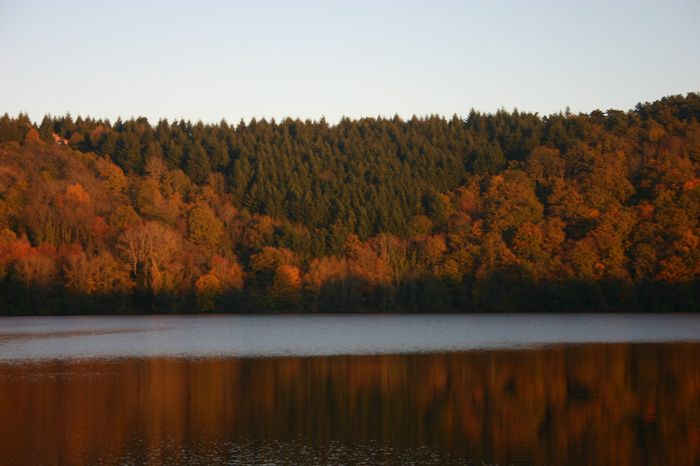
Le gour de Tazenat en automne vu du sentier de randonnée.

### Situation
Le gour de Tazenat se situe à une vingtaine de kilomètres au nord-ouest de Riom à 5 km au nord-est de Manzat et à 2,5 km au sud de Charbonnières-les-Vieilles. Ce lac est interdit à la navigation.

### Topographie
Le lac a une profondeur de 66 mètres. Ses berges, sauf au nord et au nord-est, sont boisées et en pente prononcée d'une hauteur de cinquante mètres environ.

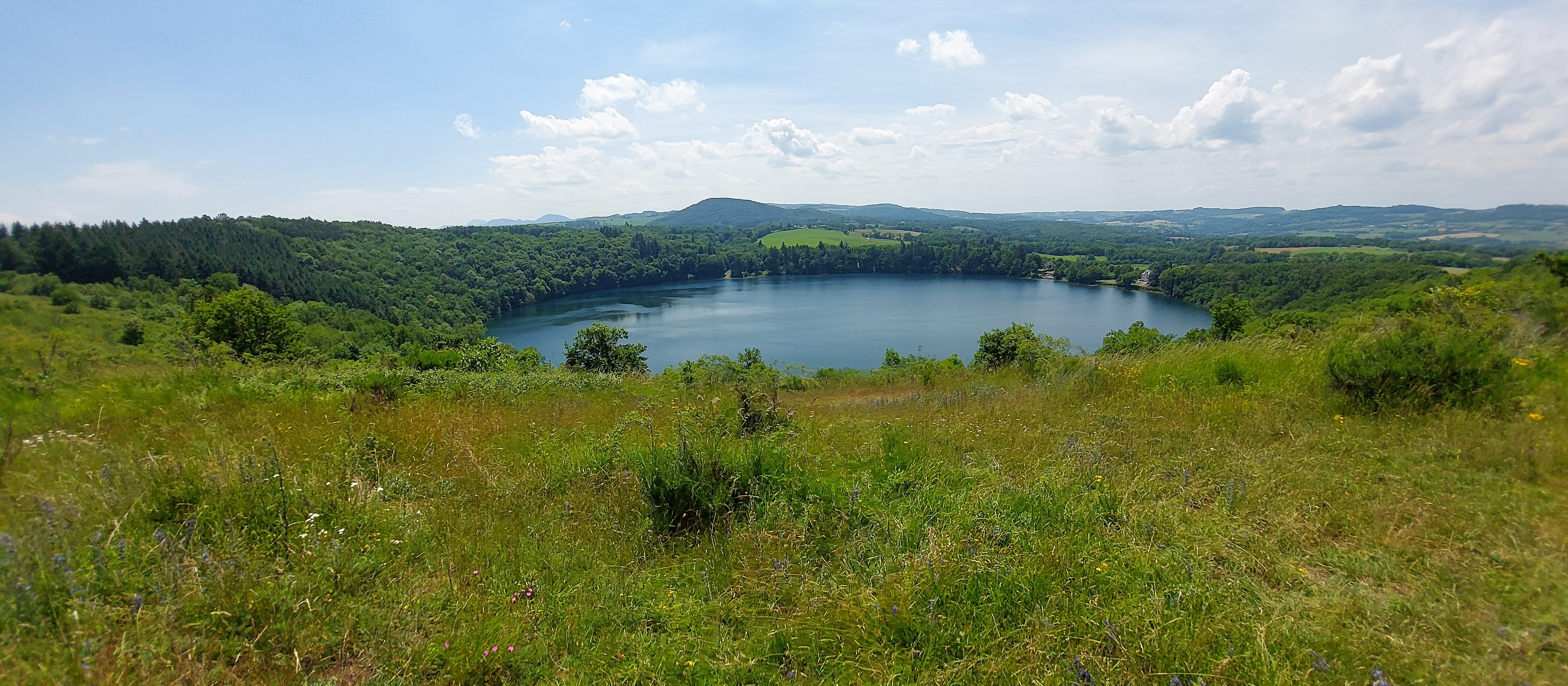
Le gour, avec au sud, en arrière plan gauche la chaine des Puys, et le plateau des Combrailles à droite

Le cratère de ce volcan mesure 80 mètres de profondeur compte tenu des sédiments et 700 mètres de diamètre en moyenne. Un sentier de 2,8 kilomètres, parfois plat, parfois assez escarpé, permet d'en faire le tour.

## Géologie
Le gour de Tazenat est un maar, un cratère d'origine volcanique formé par une explosion phréato-magmatique. Il s'est formé il y a 29 000 ans au minimum, une datation obtenue par carottage des sédiments.
Les berges du lac forment un croissant volcanique (au nord, est et sud) constitué de projections disposées en strates.
Dans les strates situées à la base, les projections volcaniques de type basaltique, rejetées sous forme de blocs, de bombes et de pouzzolanes, sont mélangées à des blocs de roches (granite, granulite, roches métamorphiques) arrachées au socle cristallin par la violence des explosions. Ces fragments de roches du socle peuvent représenter jusqu'à 60 % du contenu des strates de la base des dépôts. Les bombes volcaniques présentent assez souvent une forme en chou-fleur, typique des éruptions phréato-magmatiques, due à des craquelures créées au contact de l'eau. La mise en place de ces premières projections correspond au début de l'éruption, lorsque le magma qui remonte vers la surface entre en contact avec de l'eau continentale (nappe phréatique), ce qui provoque de fortes explosions à même de briser des fragments de socle cristallin, ainsi que l'apparition de bombes volcaniques en chou-fleur.
Par la suite, l'eau ayant été éliminée, l'activité devient plus magmatique que phréatique, et les dépôts de projections situés dans les strates les plus hautes contiennent beaucoup moins d'éléments du socle. Après l'arrêt de l'activité éruptive, le gour s'est progressivement rempli d'eau grâce au ruisseau de Rochegude, qui coulait à proximité.

## Faune et flore
La faune aquatique se compose en majorité de perches et en partie de brochets, de carpes, de perches arc-en-ciel, de gardons,  de truites, d'autres poissons à chair blanche, occasionnellement d'anguilles, d'écrevisses ainsi que de méduses d'eau douce (Craspedacusta sowerbyi)[réf. nécessaire] et d'ombles chevaliers.

## Dans la culture
Guy de Maupassant évoque le lac dans la nouvelle Mes vingt-cinq jours parue dans Contes divers en 1885 ainsi que dans Mont-Oriol en 1887.
Henri Pourrat, dans L'homme à la peau de loup (p. 16), indique un « singulier endroit, d'un chiffre lunaire ».